# Frank Lampard (ur. 1948)
Frank Richard George Lampard (ur. 20 września 1948 w Londynie) – angielski piłkarz, reprezentant kraju.

## Kariera
Wychowanek West Hamu United, w którego barwach zadebiutował 18 listopada 1967 roku w meczu z Manchesterem City. W 1975 i 1980 zdobył wraz ze swoim klubem puchar Anglii – w obu meczach finałowych tych rozgrywek zagrał przez pełne 90 minut. Ponadto w sezonie 1975/1976 z londyńskim zespołem dotarł do finału Pucharu Zdobywców Pucharów – wystąpił w nim w podstawowym składzie, zaś na początku drugiej połowy został zmieniony przez Alana Taylora. Barwy West Hamu reprezentował przez 18 lat; w tym czasie rozegrał w nim 674 spotkania i strzelił 22 gole. Karierę piłkarską zakończył będąc graczem Southend United (1985–1986).
Występował w reprezentacji Anglii do lat 23. W kadrze seniorskiej zadebiutował 11 października 1972 w meczu z Jugosławią. Po raz drugi zagrał 31 maja 1980 w wygranym 2:1 spotkaniu z Australią.
Ojciec Franka Lamparda, wujek Jamiego Redknappa. Jego szwagrem jest Harry Redknapp.